# Epipaschia
Epipaschia är ett släkte av fjärilar. Epipaschia ingår i familjen mott.
Kladogram enligt Catalogue of Life:
| Epipaschia | \| \| Epipaschia borealis \| \| \| \| \| \| Epipaschia furseyalis \| \| \| \| \| \| Epipaschia olivalis \| \| \| \| \| \| Epipaschia superatalis \| \| \| \| |
|            | \| \| Epipaschia borealis \| \| \| \| \| \| Epipaschia furseyalis \| \| \| \| \| \| Epipaschia olivalis \| \| \| \| \| \| Epipaschia superatalis \| \| \| \| |
|            | Epipaschia borealis |
|            | |
|            | Epipaschia furseyalis |
|            | |
|            | Epipaschia olivalis |
|            | |
|            | Epipaschia superatalis |
|            | |